# Gekielte Schüsselschnecke
Die Gekielte Schüsselschnecke (Discus perspectivus), auch Gekielte Schlüsselschnecke oder Gekielte Knopfschnecke, ist eine Schneckenart in der Familie der Schüsselschnecken (Patulidae) aus der Unterordnung der Landlungenschnecken (Stylommatophora).

## Merkmale
Das Gehäuse ist sehr flach-kegelförmig und ist auch absolut sehr flach. Es misst im Adultstadium 5,5 bis 6,5 mm im Durchmesser und 1,6 bis 1,9 mm in der Höhe. Die 5,5 bis 6 Umgänge (bis 6,5 Umgänge) nehmen langsam zu und weisen an der Peripherie eine scharfe Kante auf. Unter dem Kiel befindet sich eine flache Hohlkehle. Die Mündung ist rhombenförmig mit einem scharf endenden, aber sehr zerbrechlichen nicht umgebogenen Mundsaum. Der Nabel ist sehr weit und erreicht etwa 40 bis fast 50 % der Gehäusebreite.
Das Gehäuse ist einheitlich schwach gelblich, gelblichbraun oder grünlichbraun gefärbt; die Oberfläche glänzt nicht. Es weist zahlreiche, regelmäßig angeordnete feine Rippen auf.
Der Geschlechtsapparat ist vergleichsweise einfach strukturiert. Der kurze Samenleiter mündet apikal in den mäßig langen Penis. Der Penisretraktormuskel setzt seitlich und schon deutlich von der Einmündung des Samenleiters entfernt am Penis an. Freier Eileiter und Vagina sind mäßig und etwa gleich lang. Die Spermathek ist länglich und sitzt auf einem langen Stiel. Die Eiweißdrüse (Albumindrüse) ist fingerförmig lang.

## Ähnliche Arten
Die Gekielte Schüsselschnecke unterscheidet sich durch den Kiel, das sehr flache Gehäuse und den viel weiteren Nabel von der Gefleckten Schüsselschnecke (Discus rotundatus) und der Braunen Schüsselschnecke (Discus ruderatus). 

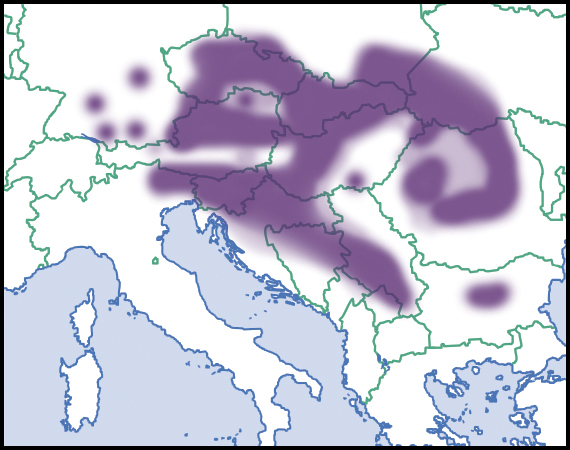
Verbreitungsgebiet der Gekielten Schüsselschnecke (nach Welter-Schultes)

## Geographische Verbreitung und Lebensraum
Die Hauptverbreitungsgebiet der Art sind die Ostalpen, die Karpaten und der Balkan. In Deutschland gibt es nur einige wenige Vorkommen nördlich der Alpen, in Schwaben, nördlich bis zum Fränkischen Jura und Bayerischer Wald. 
Die Tiere leben in der Bodenstreu von trockenen Wäldern auf kalkhaltigem Untergrund im Berg- und Hügelland, am Fuß von Felsen, im Moos und unter Rinde von alten, vermoderten Baumstämmen. Sie steigt bis auf etwa 2000 m über NN an.

## Lebensweise
Die Tiere sind Zwitter, die sich in der Regel gegenseitig befruchten. Selbstbefruchtung ist wahrscheinlich nicht möglich. Zwischen Mai und August legt jedes Individuum etwa 17 bis 33 große Eier (mit einem Durchmesser von 1 mm) in kleinen Gelegen von 1 bis 9 Eiern ab (meist 3 bis 4). Aus den Eiern eines Geleges schlüpfen nach 24 bis 35 Tagen nahezu gleichzeitig die Jungtiere, die bereits ein Gehäuse mit 1,8 bis 2,3 Windungen haben. Nach dem Schlüpfen fressen die Jungtiere die Eihülle auf. Anfangs wachsen sie mit einer Rate von etwa einer Windung in vier Monaten. Allerdings ist die Zeitdauer zur Bildung einer Windung individuell sehr unterschiedlich (49 bis 188 Tage). Unter natürlichen Bedingungen bilden die Tiere 2,6 bis 3,5 Windungen, bevor sie in die Winterruhe gehen. Die Geschlechtsreife wird im Jahr darauf erreicht, wenn das Gehäuse etwas mehr als 5 Windungen hat. Die Tiere werden zwei bis drei Jahre alt.

## Taxonomie
Das Taxon wurde von Johann Carl Megerle von Mühlfeld als Helix perspectivus erstmals beschrieben. Es wird heute allgemein akzeptiert zur Gattung Discus Fitzinger, 1833 gestellt.

## Gefährdung
Die Art gilt in Deutschland als gefährdet. Auf das Gesamtverbreitungsgebiet gesehen ist die Art jedoch nicht gefährdet. Allerdings scheinen die Bestände abzunehmen.